# هیلاریوس (شاعر)
هیلاریوس که با عنوان هیلاری اورلئانی نیز مشهور است (انگلیسی: Hilarius، شاعر لاتین که احتمالا از اهالی انگلستان بوده است. وی یکی از پیر آبلار بوده است که به وی گفته است تا نسخه‌ای از ابیات لاتین را بدون بازگردانی به لاتین عامیانه تهیه کند. وی پس از آن به آنژه رفت. از سال ۱۱۲۵ به بعد اطلاعاتی از وی در دسترس نیست و تنها افرادی همچون ویلیام صوری به وی اشاراتی کرده‌اند که ادبیات کلاسیک رومی را از وی آموختند. 